# Tobias Matthay

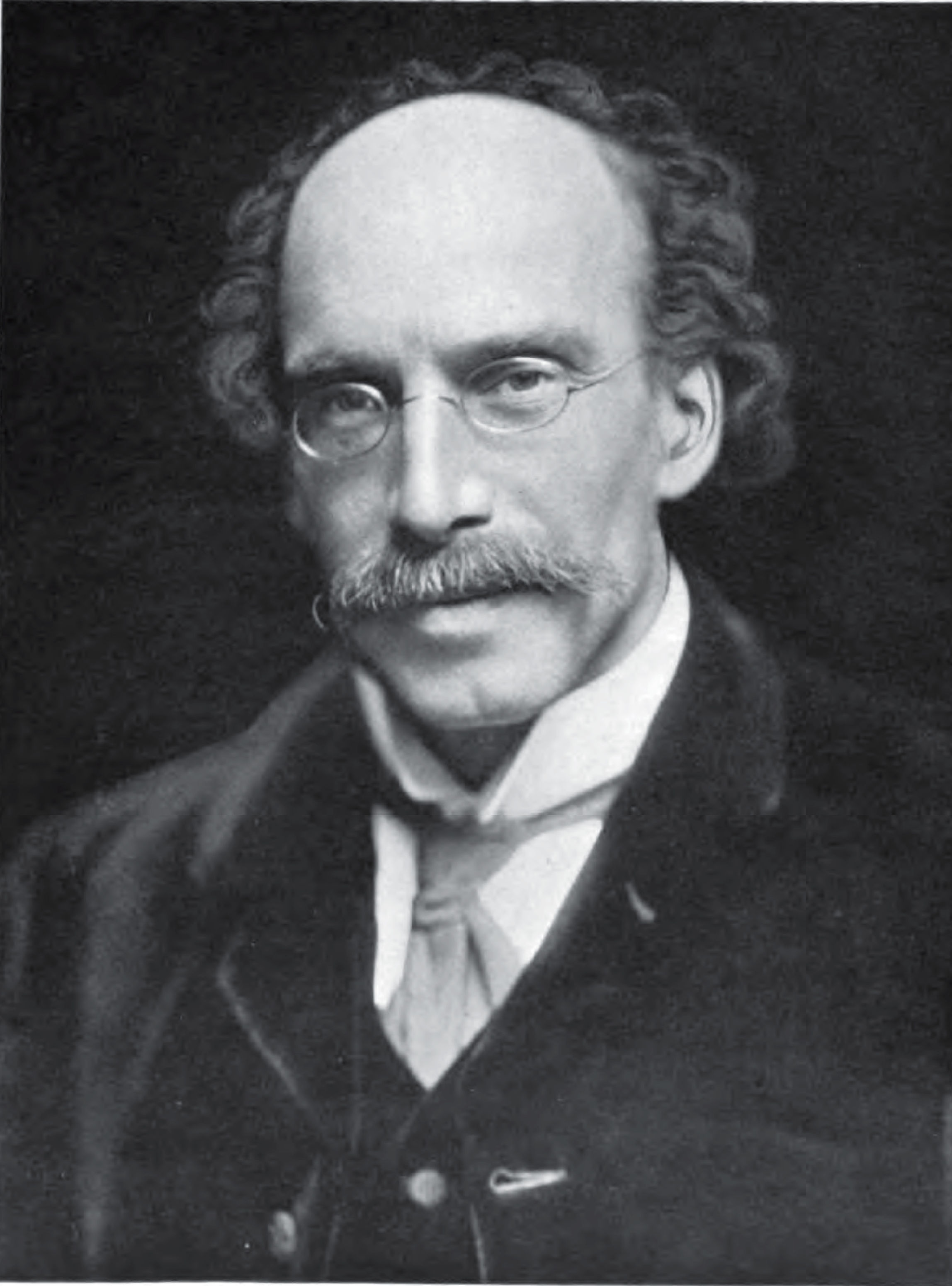
Tobias Matthay

Tobias Augustus Matthay (* 19. Februar 1858 in London; † 15. Dezember 1945 in High Marley, Haslemere) war ein englischer Musikpädagoge, Pianist und Komponist.
Matthay studierte an der Royal Academy of Music, wo er u. a. Schüler von William Sterndale Bennett war. Von 1876 bis 1925 wirkte er dort als Professor für Klavier. 1900 gründete er eine Musikschule, an der er eine eigene Klaviertechnik unterrichtete, die sich an physiologischen Vorgängen des Klavierspiels orientierte und die er in dem Buch The Act of Touch (1903) darstellte.
Seine Theorien und die darauf basierenden Methoden waren umstritten, brachten aber Pianisten wie Arnold Bax, York Bowen, Myra Hess, Felix Swinstead, Harold Craxton, Irene Scharrer, Clifford Curzon, Moura Lympany, Eunice Norton, Lilias Mackinnon, Guy Jonson, Vivian Langrish und Harriet Cohen hervor. In den 1920er und 1930er Jahren gab Matthay in den USA Sommerkurse, aus denen 1925 die American Matthay Association hervorging.
Matthay verfasste mehrere Werke zur Technik des Klavierspiels, Seine eigenen Kompositionen sind heute weitgehend vergessen.

## Schriften
- The Act Of Touch In All Its Diversity: An Analysis And Synthesis Of Pianoforte Tone Production, 1903
- The First Principles of Pianoforte Playing, 1905
- Relaxation Studies, 1908
- The Principles of Fingering and Laws of Pedaling, (entnommen aus Relaxation Studies), 1908
- The Child’s First Steps in Piano Playing, 1912
- The Fore-Arm Rotation Principle in Pianoforte Playing, 1912
- The Principles of Teaching Interpretation
- The Visible And Invisible In Pianoforte Technique, 1947

## Werke
- Quartet in one movement für Klavier und Streicher
- Studies in the form of a suite für Klavier